# Carrie Snow
Carrie Snow es una comediante estadounidense, escritora cómica conocida por escribir para la serie de televisión Roseanne y actriz. Snow también apareció en el documental The Aristocrats . 
Carrie ha actuado  en lugares tan destacados como Caroline's, The Punch Line, The Improvisations, The Comedy Store y Caesars Palace en Las Vegas .
Además de actuar, ha sido vista regularmente en la televisión haciendo numerosos shows en vivo de Comedy Tonight de PBS, que luego presentó durante dos temporadas, y An Evening at the Improv ; También ha realizado su rutina en numerosos programas de entrevistas, como The Sally Jessy Raphael Show, The Late Show With David Letterman, Leeza y Comedy Central, de los cuales una actuación fue nominada para un Premio Emmy . 